# Micropterix osthelderi
Micropterix   es una especie de lepidóptero de la familia Micropterigidae.

## Distribución geográfica
Se encuentra en Italia, Alemania, Suiza, Austria, Polonia, República Checa y Dinamarca. Habita en bosques de coníferas.